# Knoblauchsoße

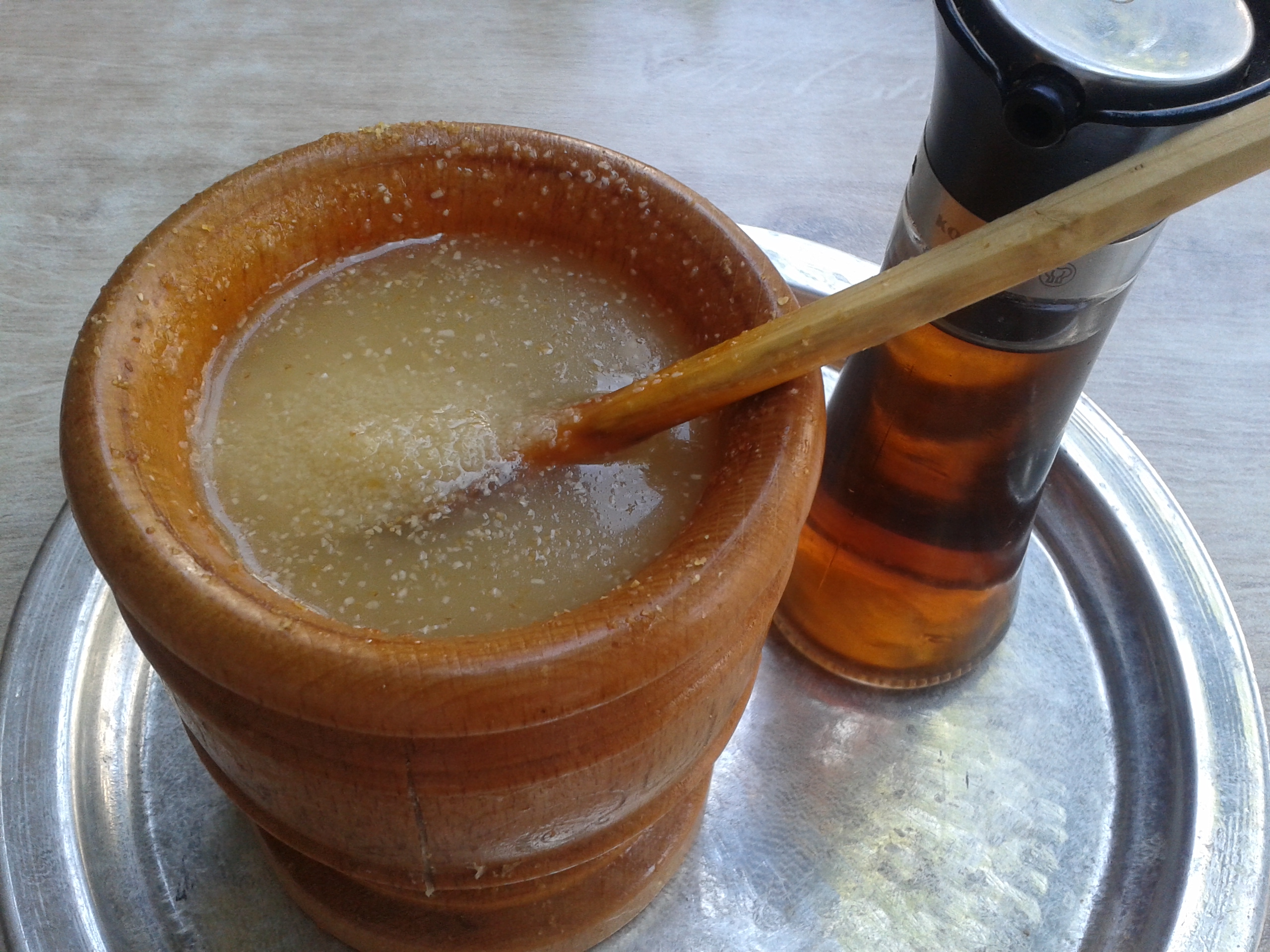
Garlic sauce

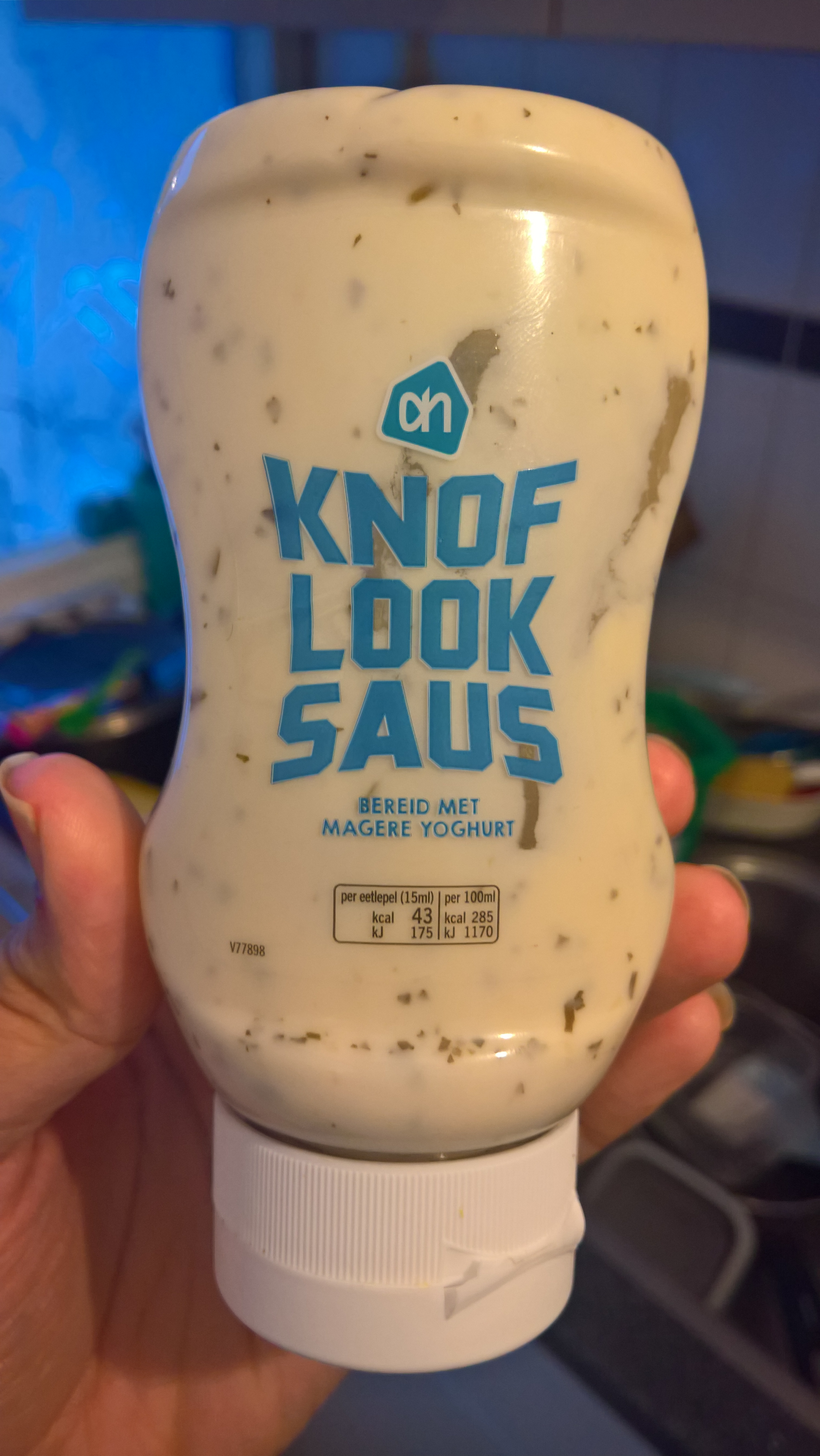
Knoflooksaus

Knoblauchsoße, auch Knoblauchsauce, ist ein mit Knoblauch hergestelltes Würzmittel. Die Herstellungsweisen sind unterschiedlich; Die Verwendung des Knoblauchs für kulinarische Zwecke ist wahrscheinlich so alt wie seine medizinische Verwendung.

## Geschichte
Eine im Mittelalter häufig verwendete Soße war Sauce d’aulx, in der zerkleinerter Knoblauch entweder mit Petersilie und Sauerampfer zu Fischgerichten oder mit Essig und Semmelbröseln zum Gegrillten gemischt wurde. Marktschreier verkauften fertig zubereitete weiße Knoblauchsoßen auf den mittelalterlichen Märkten, die zu Hering serviert werden konnten.

## Varianten
Bekannt ist beispielsweise die frisch zubereitete Knoblauchsoße aus Joghurt mit Knoblauch, die zu Grillgerichten wie Döner Kebab serviert wird. Eine industriell hergestellte Variante besteht aus Knoblauchgranulat, Xanthan, Kräutern und Essig. Aioli, auch als Ailloli bekannt, ist eine provenzalische Emulsionssauce aus gestampftem Knoblauch mit Olivenöl, bekannt auch in ihrer Version als Mayonnaise mit Eigelb. Die italienische Küche kennt die Agliata, während in Rumänien das Mujdei fälschlicherweise für französischen Ursprungs gehalten wird.